# مايكل بيتراسو
مايكل بيتراسو (9 يوليو 1995 بتورونتو في كندا - ) هو لاعب كرة قدم كندي في مركز الوسط. شارك مع منتخب كندا تحت 17 سنة لكرة القدم ومنتخب كندا تحت 20 سنة لكرة القدم ومنتخب كندا تحت 23 سنة لكرة القدم ومنتخب كندا لكرة القدم. أما مع النوادي، فقد لعب مع أولدهام أثلتيك وكوفنتري سيتي وكوينز بارك رينجرز ونوتس كاونتي ونادي ليتون أورينت.

## وصلات خارجية
- مايكل بيتراسو على موقع الاتحاد الدولي (مؤرشف)  (الإنجليزية)
- مايكل بيتراسو على موقع الدوري الأمريكي (الإنجليزية)
- مايكل بيتراسو على موقع قاعدة بيانات كرة القدم.إي يو (الإنجليزية)
- مايكل بيتراسو على موقع ناشيونال فوتبول تيمز (الإنجليزية)
- مايكل بيتراسو على موقع Soccerbase.com (لاعب) (الإنجليزية)
- مايكل بيتراسو على موقع Soccerway.com (الإنجليزية)
- مايكل بيتراسو على موقع AS.com (الإسبانية)